# Fronhausen
Fronhausen ist eine Großgemeinde im äußersten Süden des hessischen Landkreises Marburg-Biedenkopf. Geographisch gehört die Gemeinde zum Raum Mittelhessen. Die Gemeinde wurde nach ihrem größten Ortsteil Fronhausen benannt.

## Geographie

### Geographische Lage
Das Gemeindegebiet erstreckt sich an der südlichen Kreisgrenze im Niederwalgern-Fronhäuser Lahntal vom Ostrand des Gladenbacher Berglandes im Westen bis zum äußersten Unterlauf der Zwester Ohm zwischen Lahnbergen und Lumda-Plateau im Osten. Alle Ortsteile bis auf Oberwalgern (ca. 250 m über NN) liegen in Tallagen unter 200 m. Fronhausen liegt etwa 15 Kilometer südlich vom Oberzentrum Marburg und etwa 20 Kilometer nördlich von Gießen.

### Nachbargemeinden
Fronhausen grenzt im Norden an die Gemeinde Weimar (Lahn), im Osten an die Gemeinde Ebsdorfergrund (beide Landkreis Marburg-Biedenkopf), im Süden an die Städte Staufenberg und Lollar (beide im Landkreis Gießen) sowie im Westen an die Gemeinde Lohra (Landkreis Marburg-Biedenkopf).

### Gliederung
Die Großgemeinde Fronhausen besteht aus sieben Ortsbezirken (Einwohnerzahlen vom Zensus 2011):
- Bellnhausen (435)
- Erbenhausen (63)
- Fronhausen (Sitz der Gemeindeverwaltung) (2259)
- Hassenhausen (348)
- Holzhausen (39)
- Oberwalgern (525)
- Sichertshausen (405)

## Geschichte
Zur Geschichte der Ortsteile siehe die jeweiligen Artikel.

### Großgemeinde Fronhausen
Zum 31. Dezember 1971 wurde im Zuge der Gebietsreform in Hessen die bis dahin eigenständigen Gemeinden Sichertshausen aus freiwilliger Basis in die Gemeinde Fronhausen eingemeindet.
Das Gesetz zur Neugliederung der Landkreise Biedenkopf und Marburg und der Stadt Marburg vom 12. März 1974 bestimmte dann den Zusammenschluss der folgenden ehemaligen Gemeinden zur heutigen Großgemeinde Fronhausen zum 1. Juli 1974 aus der bestehenden Gemeinde Fronhausen (bestehend aus den Dörfern Fronhausen und Sichertshausen) sowie der umliegenden kleineren Gemeinden Bellnhausen, Erbenhausen, Hassenhausen, Holzhausen und Oberwalgern.
Für alle ehemals eigenständigen Gemeinden und die Kerngemeinde Fronhausen wurden Ortsbezirke gebildet.

### Bevölkerung

#### Einwohnerstruktur 2011
Nach den Erhebungen des Zensus 2011 lebten am Stichtag, dem 9. Mai 2011, in der Gemeinde Fronhausen 4069 Einwohner. Darunter waren 116 (2,9 %) Ausländer, von denen 45 aus dem EU-Ausland, 54 aus anderen europäischen Ländern und 17 aus anderen Staaten kamen. (Bis zum Jahr 2019 erhöhte sich die Ausländerquote auf 6,1 %.) Nach dem Lebensalter waren 639 Einwohner unter 18 Jahren, 1641 zwischen 18 und 49, 942 zwischen 50 und 64 und 846 Einwohner waren älter. Die Einwohner lebten in 1725 Haushalten. Davon waren 465 Singlehaushalte, 477 Paare ohne Kinder und 591 Paare mit Kindern, sowie 159 Alleinerziehende und 36 Wohngemeinschaften. In 327 Haushalten lebten ausschließlich Senioren und in 1164 Haushaltungen lebten keine Senioren.

#### Einwohnerentwicklung
| Fronhausen: Einwohnerzahlen von 1973 bis 2020                       | Fronhausen: Einwohnerzahlen von 1973 bis 2020 | Fronhausen: Einwohnerzahlen von 1973 bis 2020 | Fronhausen: Einwohnerzahlen von 1973 bis 2020 | Fronhausen: Einwohnerzahlen von 1973 bis 2020 |
| ------------------------------------------------------------------- | --------------------------------------------- | --------------------------------------------- | --------------------------------------------- | --------------------------------------------- |
| Jahr                                                                |                                               |                                               |                                               | Einwohner                                     |
| 1973                                                                | 1973                                          |                                               | 3.719                                         | 3.719                                         |
| 1975                                                                | 1975                                          |                                               | 3.744                                         | 3.744                                         |
| 1980                                                                | 1980                                          |                                               | 3.665                                         | 3.665                                         |
| 1985                                                                | 1985                                          |                                               | 3.682                                         | 3.682                                         |
| 1990                                                                | 1990                                          |                                               | 3.806                                         | 3.806                                         |
| 1995                                                                | 1995                                          |                                               | 3.944                                         | 3.944                                         |
| 2000                                                                | 2000                                          |                                               | 4.115                                         | 4.115                                         |
| 2005                                                                | 2005                                          |                                               | 4.158                                         | 4.158                                         |
| 2010                                                                | 2010                                          |                                               | 3.975                                         | 3.975                                         |
| 2011                                                                | 2011                                          |                                               | 4.069                                         | 4.069                                         |
| 2015                                                                | 2015                                          |                                               | 4.048                                         | 4.048                                         |
| 2020                                                                | 2020                                          |                                               | 4.102                                         | 4.102                                         |
| Quelle(n): Hessisches Statistisches Informationssystem; Zensus 2011 |                                               |                                               |                                               |                                               |

#### Religionszugehörigkeit
| • 1987: | 2911 evangelische (= 78,7 %), 441 katholische (= 11,9 %), 349 sonstige (= 9,4 %) Einwohner  |
| • 2011: | 2766 evangelische (= 68,0 %), 423 katholische (= 10,4 %), 880 sonstige (= 21,6 %) Einwohner |

## Politik

### Gemeindevertretung
Die Kommunalwahl am 14. März 2021 lieferte folgendes Ergebnis, in Vergleich gesetzt zu früheren Kommunalwahlen:
| Sitzverteilung in der Gemeindevertretung 2021Insgesamt 23 Sitze - SPD: 7 - IF: 8 - CDU: 8 | Parteien und Wählergemeinschaften | Parteien und Wählergemeinschaften           | 2021  | 2021  | 2016  | 2016  | 2011  | 2011  | 2006  | 2006  | 2001  | 2001  |
| Sitzverteilung in der Gemeindevertretung 2021Insgesamt 23 Sitze - SPD: 7 - IF: 8 - CDU: 8 | Parteien und Wählergemeinschaften | Parteien und Wählergemeinschaften           | %     | Sitze | %     | Sitze | %     | Sitze | %     | Sitze | %     | Sitze |
| Sitzverteilung in der Gemeindevertretung 2021Insgesamt 23 Sitze - SPD: 7 - IF: 8 - CDU: 8 | IF                                | Initiative Fronhausen                       | 34,6  | 8     | 37,6  | 9     | —     | —     | —     | —     | —     | —     |
| Sitzverteilung in der Gemeindevertretung 2021Insgesamt 23 Sitze - SPD: 7 - IF: 8 - CDU: 8 | CDU                               | Christlich Demokratische Union Deutschlands | 33,3  | 8     | 29,9  | 7     | 40,2  | 9     | 35,3  | 8     | 47,1  | 11    |
| Sitzverteilung in der Gemeindevertretung 2021Insgesamt 23 Sitze - SPD: 7 - IF: 8 - CDU: 8 | SPD                               | Sozialdemokratische Partei Deutschlands     | 32,1  | 7     | 32,5  | 7     | 28,5  | 7     | 30,3  | 7     | 44,0  | 10    |
| Sitzverteilung in der Gemeindevertretung 2021Insgesamt 23 Sitze - SPD: 7 - IF: 8 - CDU: 8 | BfF                               | Bürger für Fronhausen                       | —     | —     | —     | —     | 31,3  | 7     | 34,4  | 8     | 8,9   | 2     |
| Sitzverteilung in der Gemeindevertretung 2021Insgesamt 23 Sitze - SPD: 7 - IF: 8 - CDU: 8 | Gesamt                            | Gesamt                                      | 100,0 | 23    | 100,0 | 23    | 100,0 | 23    | 100,0 | 23    | 100,0 | 23    |
| Sitzverteilung in der Gemeindevertretung 2021Insgesamt 23 Sitze - SPD: 7 - IF: 8 - CDU: 8 | Ungültige Stimmen in %            | Ungültige Stimmen in %                      | 1,9   | –     | 2,6   | –     | 2,2   | –     | 2,1   | –     | 2,7   | –     |
| Sitzverteilung in der Gemeindevertretung 2021Insgesamt 23 Sitze - SPD: 7 - IF: 8 - CDU: 8 | Wahlbeteiligung in %              | Wahlbeteiligung in %                        | 59,0  | 59,0  | 55,5  | 55,5  | 63,5  | 63,5  | 61,1  | 61,1  | 65,3  | 65,3  |

### Bürgermeister
Nach der hessischen Kommunalverfassung wird der Bürgermeister für eine sechsjährige Amtszeit gewählt, seit dem Jahr 1993 in einer Direktwahl, und ist Vorsitzender des Gemeindevorstands, dem in der Gemeinde Fronhausen neben dem Bürgermeister ehrenamtlich ein Erster Beigeordneter und sieben weitere Beigeordnete angehören. Bürgermeisterin ist seit dem 1. Januar 2016 Claudia Schnabel (IF). Sie wurde als Nachfolgerin von Reinhold Weber (BfF), der nach zwei Amtszeiten nicht wieder kandidiert hatte, am 11. Oktober 2015 im ersten Wahlgang bei 65,3 Prozent Wahlbeteiligung mit 62,1 Prozent der Stimmen gewählt. Es folgte eine Wiederwahl ohne Gegenkandidaten im September 2021.
Amtszeiten der Bürgermeister
- 2016–2027 Claudia Schnabel (IF)[16]
- 2004–2015 Reinhold Weber (BfF)
- 1980–2003 Helmut Preiß (CDU)[19]

### Ortsbeiräte
Für alle im Zuge der Gebietsreform in Hessen eingegliederten Gemeinden bestehen Ortsbezirke mit Ortsbeirat und Ortsvorsteher, nach Maßgabe der §§ 81 und 82 HGO und des Kommunalwahlgesetzes in der jeweils gültigen Fassung. Die Wahl der Ortsbeiräte erfolgt im Rahmen der Kommunalwahlen. Der Ortsbeirat wählt eines seiner Mitglieder zum Ortsvorsteher bzw. zur Ortsvorsteherin. Details siehe in den einzelnen Ortsteilen.

### Wappen und Flagge
Am 14. Juni 1982 genehmigte der Hessische Minister des Innern das Wappen mit folgender Beschreibung:
| Wappen von Fronhausen | Blasonierung: „Im roten, durch einen silbernen Wellenbalken schräglinks geteilten Schilde oben einen silbernen Adlerflug, unten sieben (4 : 3) silberne Rauten.“ |
| Wappen von Fronhausen | Wappenbegründung: Das Wappen wurde nach Bildung der Großgemeinde aus mehreren Entwürfen ausgewählt. Es zeigt den Wellenbalken als Zeichen für die das Gemeindegebiet durchfließende Lahn, sowie den Flügel und die Rauten aus den Wappen der Vögte von Fronhausen bzw. der Schenken zu Schweinsberg als Ortsadelige, wobei die Siebenzahl der Rauten auf die Anzahl der Ortsteile verweist. Das Wappen wurde vom Heraldiker Heinz Ritt gestaltet. |

Die nichtamtliche Flagge der Gemeinde zeigt das Wappen auf einem von Rot und Weiß zweigeteilten Flaggentuch.

### Partnerschaften

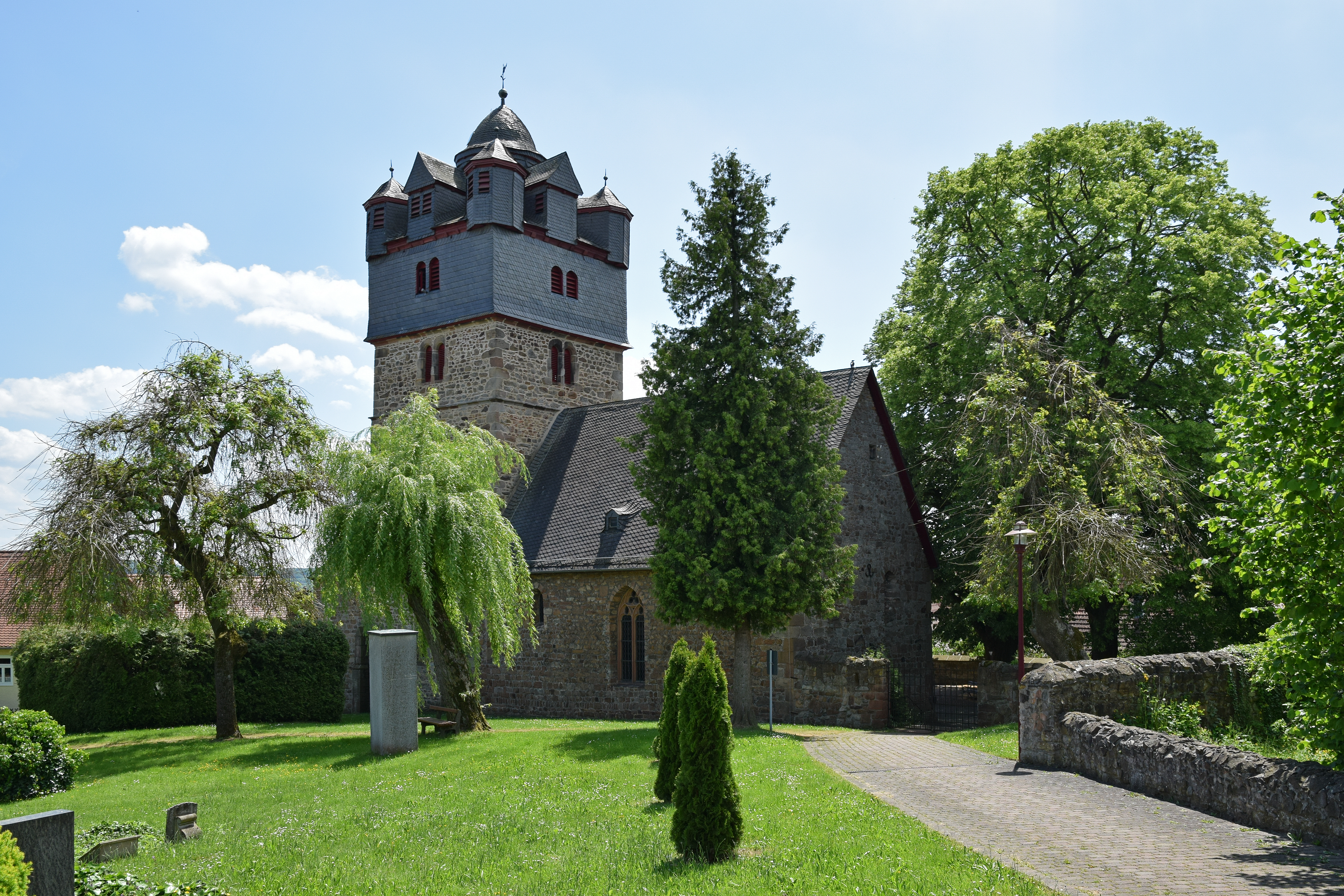
Evangelische Kirche Fronhausen

Die Gemeinde Fronhausen unterhält partnerschaftliche Beziehungen zu drei französischen Gemeinden in der Nähe von Rambouillet: Sonchamp, Clairefontaine-en-Yvelines und La Celle-les-Bordes.

## Verkehrsanbindung

### Bahn
Der Bahnhof Fronhausen (Lahn) liegt an der Main-Weser-Bahn. Hier halten Regionalbahnen und Regionalexpresszüge. Das für einen Dorfbahnhof relativ große Empfangsgebäude von 1849 stammt von Julius Eugen Ruhl und verdankt seine Entstehung der hier begüterten Familie der Freiherren von Schenck zu Schweinsberg.

### Straße
In der Gemeinde befindet sich bei Bellnhausen ein Anschluss an die vierspurige Bundesstraße 3.
Durch die Ortsteile Fronhausen, Bellnhausen und Sichertshausen verläuft der für Tourismus und Freizeitverkehr bedeutsame Lahntalradweg. Am Bahnhof beginnt auch der 27 km lange „Lange-Hessen-Radweg“ durch das Tal der Zwester Ohm und den Ebsdorfer Grund nach Amöneburg. Dieser ist nach der Altstraße „durch die Langen Hessen“ benannt und auch als innerörtliche Radroute von Bedeutung.
Der Lahnwanderweg verläuft westlich der Lahn.

## Medien
Als regionale Tageszeitungen mit redaktionellen Beiträgen über die Gemeinde finden die Oberhessische Presse (OP), der Gießener Anzeiger (GA) und die Gießener Allgemeine Zeitung (AZ) Verbreitung. Die traditionsreiche OP hat dabei den mit weitem Abstand größten Marktanteil. Kostenlos werden die Wochenzeitungen Marburg extra mittwochs sowie win samstags, beide vom Verlag der OP herausgegeben, sowie die Mittelhessische Anzeigen-Zeitung (MAZ) am Mittwoch und das Sonntagmorgenmagazin (SMM) verteilt. Durch den Wittich-Verlag wird das wöchentliche Gemeinde-Mitteilungsblatt herausgegeben.

## Söhne und Töchter der Gemeinde
- Heinrich Ruth (1815–1882), Bürgermeister und Mitglied der Zweiten Kammer der kurhessischen Ständeversammlung
- Heinrich Bastian (1875–1967), Heimatdichter aus Fronhausen
- Günther Hermann (1956–2020), Maler und Grafiker